# Alliance française de Rome
L'Alliance française de Rome était une association italienne sans but lucratif spécialisée dans l'enseignement de la langue française. Créée en 1994 concomitamment à la fermeture du Centre culturel français de Rome dépendant de l'Ambassade de France en Italie, elle a été dissoute en 2005, ses activités étant reprises par le Centre culturel Saint-Louis de France.

## Historique
Le directeur de l'Alliance française de Rome exerçait simultanément les fonctions de délégué général de l'Alliance française de Paris en Italie, coordonnant le réseau des Alliances françaises en Italie. Conformément à la politique du ministère français des Affaires étrangères et de l'Alliance française de Paris de suppression des doublons dans une même ville, il a été décidé de concentrer les financements publics français sur le Centre culturel Saint-Louis de France, rattaché à l'Ambassade de France près le Saint-Siège, à partir de 2005.

## Les activités
Les objectifs de l'Alliance française de Rome étaient :
- dialogue et échanges entre la culture française et la culture italienne ;
- diffusion de la langue et de la culture françaises et rayonnement de la francophonie.

## Les partenariats
L'Alliance française de Rome collaborait activement avec le ministère italien de l'Instruction, de l'Université et de la Recherche (it), et tous les organismes impliqués dans l'enseignement de la langue française et la délivrance des certifications de langue en Italie : 
- BCLA : Bureau de coopération linguistique de l'Ambassade de France[1]
- ANIF : Association nationale des enseignants de français (Associazione Nazionale degli Insegnanti di Francese)[2]
- ANILS : Association nationale des enseignants de langues étrangères (Associazione Nazionale degli Insegnanti di Lingue Straniere)[3]
- LEND : Langues et approches didactiques nouvelles (Lingua E Nuova Didattica)[4]
- Do.Ri.F : Centro di documentazione e di Ricerca per la didattica della lingua francese nell'Università italiana[5]
- CIEP : Centre international d'études pédagogiques (gestion du DELF, du DALF et du TCF)
- CCIP : Chambre de commerce et d'industrie de Paris[6]